# Bulgarie au Concours Eurovision de la chanson 2013
 (octobre 2016).
La Bulgarie est l'un des 38 pays participant au Concours Eurovision de la chanson 2013 à Malmö, en Suède. Le pays est représenté par Elitsa Todorova et Stoyan Yankulov avec le titre Samo Shampioni. Le duo avait déjà représenté le pays en 2007 avec leur chanson Water (« Eau »), terminant en 6e position lors de la finale.
Ce duo, fut sélectionné en interne par la Bulgarie dans le but de cesser la succession de non-qualifications en finale du pays depuis quelques années. En effet, depuis leur première participation en 2005, ce fut uniquement en 2007 que le pays fut qualifié en finale.
Leur chanson Samo šampioni se place 12e au cours de la deuxième demi-finale avec 45 points et ne s'est pas qualifiée pour la finale.
Après ce nouvel échec, le pays se retire du concours, officiellement pour des raisons financières , avant de revenir en 2016.
| 12 points | 10 points                         | 8 points      | 7 points | 6 points                                |
| --------- | --------------------------------- | ------------- | -------- | --------------------------------------- |
|           | - Arménie                         | - Saint-Marin |          | - Espagne                               |
| 5 points  | 4 points                          | 3 points      | 2 points | 1 point                                 |
|           | - Albanie - Azerbaïdjan - Géorgie | - Macédoine   | - Grèce  | - France - Hongrie - Norvège - Roumanie |

## Points attribués par la Bulgarie
| 12 points | Azerbaïdjan |
| 10 points | Grèce       |
| 8 points  | Arménie     |
| 7 points  | Norvège     |
| 6 points  | Hongrie     |
| 5 points  | Macédoine   |
| 4 points  | Israël      |
| 3 points  | Géorgie     |
| 2 points  | Roumanie    |
| 1 point   | Suisse      |

| 12 points | Azerbaïdjan |
| 10 points | Ukraine     |
| 8 points  | Arménie     |
| 7 points  | Grèce       |
| 6 points  | Hongrie     |
| 5 points  | Russie      |
| 4 points  | Suède       |
| 3 points  | Moldavie    |
| 2 points  | Danemark    |
| 1 point   | Norvège     |